# The Beach Boys with The Royal Philharmonic Orchestra
The Beach Boys with The Royal Philharmonic Orchestra es un álbum combina las armonías originales de The Beach Boys con nuevos arreglos de la Royal Philharmonic Orchestra, fue editado el 8 de junio de 2018. Para el 14 de junio el álbum había vendido 5000 copias. Este álbum es el primer número uno para The Beach Boys en las listas Classical Albums y Classical Crossover Albums de Billboard, mientras que para la Royal Philharmonic Orchestra ya que reunido varios tops 10 en ambas listas en el último año, gracias a colaboraciones con Aretha Franklin (A Brand New Me), Roy Orbison (A Love So Beautiful) y Elvis Presley (Elvis Christmas With the Royal Philharmonic Orquesta). También llegó al puesto 165 en Billboard 200.
Brian Wilson ha dicho:

Siempre supe que los arreglos vocales que hice en los 60 podrían fluir de forma natural hacia algo sinfónico y no hay mejor orquesta sinfónica en el mundo que la Royal Philharmonic de Londres. Estoy al mismo tiempo orgulloso y honrado de lo que han creado usando nuestras canciones y espero que todo el mundo se enamore de ellas como lo he hecho yo.
Brian Wilson.

## Promoción
Los miembros Al Jardine, Bruce Johnston, David Marks, Mike Love y Brian Wilson se reunieron para una sesión de preguntas y respuestas con Rob Reiner el 30 de julio de 2018 para promocionar el álbum. Fue la primera vez desde The 50th Reunion Tour que aparecieron juntos en público.

## Listas de canciones
1. "California Suite" (Sally Herbert) – 1:32
2. "California Girls" (Mike Love y Brian Wilson) – 2:45
3. "Wouldn't It Be Nice" (Tony Asher, Love, y Wilson) – 3:13
4. "Fun, Fun, Fun" (Love and Wilson) – 2:23
5. "Don't Worry Baby" (Roger Christian y Wilson) – 2:50
6. "God Only Knows" (Asher y Wilson) – 3:12
7. "Sloop John B" (traditional) – 3:43
8. "Heroes and Villains" (Van Dyke Parks y Wilson) – 4:07
9. "Disney Girls (1957)" (Bruce Johnston) – 4:36
10. "Here Today" (Asher y Wilson) – 3:07
11. "In My Room" (Gary Usher and Wilson) – 2:32
12. "Kokomo" (Love, Scott McKenzie, Terry Melcher, y John Phillips) – 3:50
13. "The Warmth of the Sun" (Love y Wilson) – 3:15
14. "Darlin'" (Love y Wilson) – 2:18
15. "Help Me, Rhonda" (Love y Wilson) – 3:00
16. "You Still Believe in Me" (Asher y Wilson) – 3:11
17. "Good Vibrations" (Love y Wilson) – 4:20